# District d'Anci
Le district d'Anci (安次区 ; pinyin : Āncì Qū) est une subdivision administrative de la province du Hebei en Chine. Il est placé sous la juridiction de la ville-préfecture de Langfang.